# 大高根村
大高根村（おおたかねむら）は山形県北村山郡にあった村。現在の村山市北西端、最上川左岸にあたる。発足時は大石田町南部も含んだ。

## 地理
- 山：葉山、古御室山、鏡山、大高根山
- 河川：最上川

## 歴史
- 1889年（明治22年）4月1日 - 町村制の施行により、富並村、山内村、白鳥村、田沢村、横山村の区域をもって発足。
- 1901年（明治34年）5月1日 - 大字横山・田沢が分立して横山村が発足。
- 1955年（昭和30年）1月1日
  - 村山市に編入。同日大高根村廃止。
  - 横山村が大石田町・亀井田村と合併し、改めて大石田町が発足。

## 交通

### 道路
- 西部街道（現・国道347号）